# Одоарио Африканец
Одоарио Африканец (Одоарий; лат. Odoarius, исп. Odoario El Africano; умер 21 сентября 786) — епископ Луго (745—786), сыгравший важную роль в повторной колонизации христианами Галисии после освобождения её от власти мавров.

## Биография

### Исторические источники
О жизни и деятельности Одоарио сообщается в нескольких средневековых документах, из которых наиболее важны два.
Первый документ — датированное 15 мая 747 года завещание Одоарио, в котором тот передавал своё личное имущество в пользу кафедрального собора Святой Марии и других христианских храмов. Этот документ рассматривается историками как позднейшая подделка, созданная не позднее XI века и приобщённая в 1232 году по поручению епископа Мигеля к сборнику хартий, составленному с целью закрепить за епархией Луго права на её земельные владения. В то же время не исключается возможность, что в нём нашли отражение более ранние галисийские предания о деятельности Одоарио.
Второй исторический источник — датированная 5 июня 760 года хартия, в которой Одоарио сообщал о своей деятельности в сане епископа. Этот автобиографический документ считается подлинным, хотя, как и первый, сохранился только в поздней копии XIII века.
Также имя Одоарио упоминается в одном средневековом акростихе, выбитом на мраморной плите в кафедральном храме города Луго.

### Ранние годы
В церковных источниках сведений о происхождении Одоарио не сохранилось. В написанных от лица Одоарио хартиях сообщается, что он родился в Северной Африке, но преследуемый мусульманами за своё христианское вероисповедание был вынужден «вместе со своими домочадцами и рабами» бежать в северные области Пиренейского полуострова. Согласно преданиям, это произошло ещё до того как Луго, где обосновался Одоарио, был в 716 году захвачен в ходе арабского завоевания Вестготского королевства. Однако уже историки XVIII века выражали сомнение в достоверности этих сведений, считая упоминание об Африке следствием ошибки одного из переписчиков. Предполагается, что первоначально в хартии было написано «бежал от африканцев» (то есть мавров), и что в действительности Одоарио родился в Луго. Во всяком случае, даже если Одоарио и был выходцем из североафриканских земель, в Испанию он должен был приехать незадолго до своего избрания епископом.

### Епископ Луго

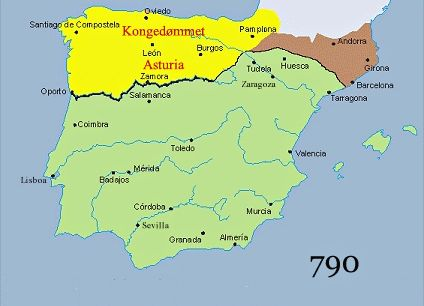
Пиренейский полуостров в конце VIII века

Достоверно известно только то, что в первой половине 740-х годов Одоарио уже был среди приближённых короля Астурии Альфонсо I Католика. Благодаря этому монарху, он в 745 году был возведён на епископскую кафедру Луго, крупнейшего христианского города Галисии, освобождённого от власти арабов пятью годами ранее. К тому времени местная епархия уже долгое время была вакантной: предыдущим известным епископом Луго был Потенций, единственный раз упоминающийся в исторических источниках в 690-х годах как участник Шестнадцатого Толедского собора. В документе 760 года Одоарио назван не «епископом», а «митрополитом». Это, вероятно, должно свидетельствовать о том, что формально его церковная юрисдикция распространялась не только на епархию Луго, но и на окрестные территории (например, на земли Брагской епархии), даже, возможно, ещё не отвоёванные у арабов. Официально власть главы кафедры Луго над соседними епархиями будет закреплена уже при преемниках Одоарио.
В средневековых источниках сообщается, что Альфонсо I Католик повелел Одоарио восстановить разрушенный маврами Луго, и что тот успешно справился с королевским поручением. Из построек, возведённых в городе радением Одоарио, известны несколько церквей, а также восстановленный и освящённый в 755 году кафедральный собор. Астурийский король также возложил на Одоарио заботу о заселении обезлюдевших во время нашествия арабов земель к северу от реки Дуэро. Для этой цели Альфонсо I приказал переселиться в Галисию жителям других областей Астурийского королевства. В средневековых документах упоминается, что стараниями епископа Луго были основаны несколько галисийских селений. На основании этих свидетельств предполагается, что, Одоарио, возможно, обладал не только духовной, но и административной властью на землях своей епархии.
Всё то время, что Одоарио возглавлял епархию Луго, он был самым верным сторонником астурийских монархов в Галисии. Ещё со времён Вестготского королевства местная знать, желавшая получить полную свободу в управлении своими землями, проявляла непокорность королевской власти. С включением Галисии в состав Астурии с мятежами столкнулись и её правители. При королях Фруэле I Жестоком, Аурелио и Сило галисийцы несколько раз поднимали восстания. Только победа короля Сило над мятежниками в 774 году в сражении при Монтекубейро положила конец этим выступлениям. В средневековых хрониках не упоминается о роли Одоарио в этих событиях. Однако современные историки предполагают, что епископ Луго всеми силами пытался удержать галисийскую знать от мятежей, а после подавления восстаний способствовал её примирению с астурийскими монархами.
Одоарио скончался 21 сентября 786 года. Местом его смерти, возможно, был монастырь в селении Диомонди (около Савиньяо), откуда его тело было перевезено в Луго. Предполагается, что Одоарио был похоронен в основанном им кафедральном соборе, где в правой части крипты находится мраморная плита со стихами, посвящёнными скончавшемуся епископу. Известно, что в Средневековье в епархии Луго Одоарио некоторое время почитался как святой, однако в настоящее время служб в его честь не проводится.
О том, кто стал непосредственным преемником Одоарио на епископской кафедре, точно не установлено. Следующим известным епископом Луго был Адульфо, деятельность которого приходится на первую треть IX века.

## Комментарии
1. ↑  Среди прочего, в этом документе упоминается о родственных связях короля Альфонсо I Католика с Реккаредом I и Герменегильдом (лат. «Princeps Dominus Adephonsus in Sedem ipsius siblimavit qui ex ipsa erat de stirpe Regis Recaredi & Ermengildi»)[6][7]. Это наиболее раннее из свидетельств средневековых испанских исторических источников о родстве астурийских монархов с правителями Вестготского королевства. Возможно, такую информацию о семейных связях Альфонсо I епископ Одоарио услышал от самого короля Астурии[8]. Существуют также и несколько других свидетельств, возводящих род Альфонсо I к вестготским королям[9].